# Parexarnis sollers
Parexarnis sollers là một loài bướm đêm trong họ Noctuidae.